# Molophilus drepanostylus
Molophilus drepanostylus là một loài ruồi trong họ Limoniidae. Chúng phân bố ở miền Australasia.